# John Butler, II marchese di Ormonde
John Butler, marchese di Ormonde (od Ossory) (24 agosto 1808 – 25 settembre 1854), è stato un politico irlandese, Cavaliere dell'Ordine di San Patrizio.

## Biografia
Figlio di James Butler e Grace Louisa Staples, sposò Frances Jane Paget, figlia di Edward Paget, cavaliere dell'Ordine del Bagno e lady Harriet Legge, il 19 settembre 1843.
Partecipò alla vita politica inglese dal 1830 sino al 1852. Nel 1830 venne eletto membro del parlamento per la Contea di Kilkenny e vi rimase sino al 1832. Scrisse il libro di viaggio An Autumn in Sicily pubblicato nel 1850 a Dublino.

## Opere
- An Autumn in Sicily, Dublin, Hodges and Smith, 1850.

## Ascendenza
|                                     |                |                                             | Genitori                                   |  |  | Nonni |  |  | Bisnonni                            |  |  | Trisnonni   |  |
|                                     |                |                                             |                                            |  |  |       |  |  | Walter Butler, XVI conte di Ormonde |  |  | John Butler |  |
|                                     |                |                                             |                                            |  |  |       |  |  | Walter Butler, XVI conte di Ormonde |  |  | John Butler |  |
|                                     |                | Frances Butler                              |                                            |  |  |       |  |  | Walter Butler, XVI conte di Ormonde |  |  |             |  |
| John Butler, XVII conte di Ormonde  |                |                                             |                                            |  |  |       |  |  | Walter Butler, XVI conte di Ormonde |  |  |             |  |
|                                     |                | Ellen Morres                                | Nicholas Morres                            |  |  |       |  |  |                                     |  |  |             |  |
|                                     |                | Ellen Morres                                | Nicholas Morres                            |  |  |       |  |  |                                     |  |  |             |  |
|                                     |                | Ellen Morres                                | Susanna Talbot                             |  |  |       |  |  |                                     |  |  |             |  |
| James Butler, I marchese di Ormonde |                | Ellen Morres                                |                                            |  |  |       |  |  |                                     |  |  |             |  |
|                                     |                | John Wandesford, I conte Wandesford         | George Wandesford, IV visconte Castlecomer |  |  |       |  |  |                                     |  |  |             |  |
|                                     |                | John Wandesford, I conte Wandesford         | George Wandesford, IV visconte Castlecomer |  |  |       |  |  |                                     |  |  |             |  |
|                                     |                | John Wandesford, I conte Wandesford         | Susanna Griffith                           |  |  |       |  |  |                                     |  |  |             |  |
| Frances Wandesford                  |                | John Wandesford, I conte Wandesford         |                                            |  |  |       |  |  |                                     |  |  |             |  |
|                                     |                | Agnes Elizabeth Southwell                   | John Southwell                             |  |  |       |  |  |                                     |  |  |             |  |
|                                     |                | Agnes Elizabeth Southwell                   | John Southwell                             |  |  |       |  |  |                                     |  |  |             |  |
|                                     |                | Agnes Elizabeth Southwell                   | Sarah Rose                                 |  |  |       |  |  |                                     |  |  |             |  |
| John Butler, II marchese di Ormonde |                | Agnes Elizabeth Southwell                   |                                            |  |  |       |  |  |                                     |  |  |             |  |
|                                     | Thomas Staples | Robert Staples, IV baronetto                |                                            |  |  |       |  |  |                                     |  |  |             |  |
|                                     | Thomas Staples | Robert Staples, IV baronetto                |                                            |  |  |       |  |  |                                     |  |  |             |  |
|                                     | Thomas Staples | Mary Vesey                                  |                                            |  |  |       |  |  |                                     |  |  |             |  |
| John Staples                        | Thomas Staples |                                             |                                            |  |  |       |  |  |                                     |  |  |             |  |
|                                     |                | Grace Houston                               | John Houston                               |  |  |       |  |  |                                     |  |  |             |  |
|                                     |                | Grace Houston                               | John Houston                               |  |  |       |  |  |                                     |  |  |             |  |
|                                     |                | Grace Houston                               | Letitia Tilson                             |  |  |       |  |  |                                     |  |  |             |  |
| Grace Staples                       |                | Grace Houston                               |                                            |  |  |       |  |  |                                     |  |  |             |  |
|                                     |                | Richard Molesworth, III visconte Molesworth | Robert Molesworth, I visconte Molesworth   |  |  |       |  |  |                                     |  |  |             |  |
|                                     |                | Richard Molesworth, III visconte Molesworth | Robert Molesworth, I visconte Molesworth   |  |  |       |  |  |                                     |  |  |             |  |
|                                     |                | Richard Molesworth, III visconte Molesworth | Laetitia Coote                             |  |  |       |  |  |                                     |  |  |             |  |
| Henrietta Molesworth                |                | Richard Molesworth, III visconte Molesworth |                                            |  |  |       |  |  |                                     |  |  |             |  |
|                                     |                | Mary Jenney Ussher                          | William Ussher                             |  |  |       |  |  |                                     |  |  |             |  |
|                                     |                | Mary Jenney Ussher                          | William Ussher                             |  |  |       |  |  |                                     |  |  |             |  |
|                                     |                | Mary Jenney Ussher                          | Mary Jenney                                |  |  |       |  |  |                                     |  |  |             |  |
|                                     |                | Mary Jenney Ussher                          |                                            |  |  |       |  |  |                                     |  |  |             |  |